# Axyracrus elegans
Genre
Synonymes
- Schiapellia Mello-Leitão, 1938

Espèce
Synonymes
- Schiapellia gerschmanni Mello-Leitão, 1938
- Amaurobioides boydi Forster, 1970

Axyracrus elegans, unique représentant du genre Axyracrus, est une espèce d'araignées aranéomorphes de la famille des Anyphaenidae.

## Distribution
Cette espèce se rencontre au Chili dans la région de Magallanes et en Argentine en Terre de Feu,.

## Description
Le mâle décrit par Ramírez en 2003 mesure 5,45 mm et la femelle 6,25 mm.

## Publication originale
- Simon, 1884 : Arachnides recueillis par la Mission du Cap Horn en 1882-1883. Bulletin de la Société zoologique de France, vol. 9, p. 117-144 (texte intégral).